# ストーンオーシャン
『ジョジョの奇妙な冒険 Part6 ストーンオーシャン』（ジョジョのきみょうなぼうけん パート6 ストーンオーシャン、JOJO'S BIZARRE ADVENTURE Part6 Stone Ocean）は、荒木飛呂彦による日本の漫画作品『ジョジョの奇妙な冒険』のPart6（第6部）。スタンド（幽波紋）シリーズ第4弾。

## 概要
これまでのシリーズ以上に血縁や運命的な「人と人との繋がり」に重きを置いた物語構造が特徴。Part3にてDIOを倒した空条承太郎の娘・空条徐倫と、DIOの親友であるエンリコ・プッチとの戦いが描かれており、Part1でのジョナサン・ジョースターとディオ・ブランドーに始まり、1世紀以上続いてきたジョースター家の因縁に終止符が打たれる。
作中年代である2011 - 2012年は連載時点での近未来であり、刑務所を含むアメリカ国内が舞台となっている。Part4からスタンドと深く関わってきた「弓と矢」は本部には序盤で脇役的にしか登場せず、その代わりに物語の鍵となるのはスタンド能力を記録された「DISC」である。
副題は「第6部 空条徐倫 ―『石作りの海（ストーンオーシャン）』」。本作からサブタイトルが作品タイトルに追加され、本作の場合は『ジョジョの奇妙な冒険 Part6 ストーンオーシャン』となる。「ストーン」は石の牢獄、「オーシャン（海）」は女性の象徴。
単行本も新たに第1巻から刊行されたが、「1（64）」のように括弧表記でPart1からの通算巻数も表記されている。
主人公を女性にするという案は本作よりも前から出ていたが、考慮した上で取り下げられていた。Part6では荒木が女性案を押し、編集側は保守判断から反対案を出すも、最終的には女性主人公となった。
Part5『黄金の風』完結からPart6開始までは準備期間があり、『週刊少年ジャンプ』誌上での連載は休止していた。その間、フロリダ州マイアミの刑務所などへの取材が行われ、単行本1（通算64）巻には関係者への謝辞があり、また5（通算68）巻扉にはこの体験に関するコラムがある。
『週刊少年ジャンプ』連載時に誌面に付けられたアオリが特徴的とされ、単行本ではカットされたが、いくつかは『JOJOVELLER 3HISTORY』に再録された。作者とのやり取りにヒントを得て編集が考えて付けたことが明かされている。
2021年4月4日に開催されたオンラインイベント「ジョジョの奇妙な冒険 The Animation Special Event 〜ジョースター 受け継がれる魂〜」にて、アニメ化が発表された。同年8月8日に開催された新情報解禁配信イベントにて、追加キャストおよび放送・配信時期などが発表された。

## あらすじ
2011年のアメリカ・フロリダ州。空条承太郎の娘・空条徐倫（くうじょう ジョリーン）は轢き逃げ犯として、州立グリーン・ドルフィン・ストリート重警備刑務所（G.D.st刑務所）、通称「水族館」へ収監されてしまう。承太郎から差し入れられたペンダントに入っていた「矢」の破片によってスタンド能力に目覚めた徐倫は、なんとか目前の危機を乗り切る。だが、同刑務所は危険な犯罪者や厳重な警備で知られるだけでなく、とある目的からスタンド使いが何人も集められている場所でもあった。
面会に訪れた承太郎は、徐倫の収監がかつて自分が殺したDIOの残党によって仕組まれた陰謀であることを告げ、脱獄を促す。そこに謎のスタンド「ホワイトスネイク」が現れ、徐倫を庇った承太郎から「記憶」と「スタンド能力」をDISC化して奪い去る。徐倫は承太郎のDISCを取り戻すため、同刑務所内で出会った少年・エンポリオ・アルニーニョや他の囚人たちと共闘する。ホワイトスネイクもまた、DISCを狙う徐倫を迎え撃つべく刺客を差し向ける。
徐倫たちは承太郎のDISCを奪還し、ホワイトスネイクの正体がエンリコ・プッチ神父であることを知る。プッチの目的は、親友のDIOが探求していた「天国へ行く方法」を承太郎の記憶から得て、それを実行することにあった。DIOの遺骨から誕生した「緑色の赤ん坊」を吸収して新たな力を得たプッチは約束の地ケープ・カナベラルへ出発し、徐倫たちも彼を追って脱獄する。
激しい追跡劇を経て復活した承太郎も参戦したケープ・カナベラルでの死闘の中、プッチはスタンドを進化させ、全宇宙の時を加速させる能力「メイド・イン・ヘブン」を獲得する。その力に翻弄された徐倫たちは、エンポリオを除いて全滅する。
その後も時は無限に加速して宇宙は終焉を迎え、特異点を経て再び2011年が訪れる。その世界ではあらゆる運命があらゆる生命体の魂に記憶されており、「天国」の条件はほぼ満たされつつあった。プッチは唯一生き残った「逃れる運命」にあるエンポリオを殺そうと、時が一巡する少し前に時の加速を止め、襲いかかる。追い詰められたエンポリオは、死んでいった者たちの遺志を受け継いでプッチに戦いを挑み、辛くも勝利する。宇宙の一巡が完成しないままプッチが死亡したため、「天国」は未完成のまま崩壊する。そして、それまであった世界とも異なる新しい世界として再構築された。
新世界での孤独の中、エンポリオは旧世界での仲間たちの面影を残す人々と出会い、徐倫によく似た女性・アイリンに名前を尋ねられる。エンポリオは困惑する中、アイリンの背中に徐倫と同じ痣を見たことで嗚咽混じりに自らの名前を告げ、物語の幕は下りる。

## 登場人物
スタンドのパラメーターは、各単行本と『JOJOVELLER』より。
担当声優はゲーム『ジョジョの奇妙な冒険 オールスターバトル』（ASB） / 『ジョジョの奇妙な冒険 アイズオブヘブン』（EoH）および『ウルトラジャンプ』テレビCM / テレビアニメ版の順に表記。一人しか記載がない場合は、テレビアニメ版でのキャスト。またテレビアニメ版以降に発表されたゲーム作品では、テレビアニメ版に準じたキャストが起用されている。

### 主人公
空条 徐倫（くうじょう ジョリーン）
声 - 沢城みゆき / 同左 / ファイルーズあい
囚人番号：FE40536 / 罪状：殺人、死体遺棄、窃盗（刑期：15年+脱獄未遂5年）
Part6の主人公。Part3『スターダストクルセイダース』の主人公・空条承太郎の娘で、Part2の主人公・ジョセフ・ジョースターの曾孫。シリーズ初の女性主人公である。1992年生まれの19歳。身長174センチメートル、体重57キログラム（シーンによっては約54キロと描写されている）。通称「ジョリーン」。作中では英字綴りは"Jolyne Cujoh"と記載されている。これは後に発売された『オールスターバトル』および『アイズオブヘブン』の北米版も則っている。承太郎とは「空条」部分の綴りが異なる（承太郎はヘボン式ローマ字表記の"Kujo"）。名前の「徐」は「ゆっくりと、静かに」、「倫」は「人の守るべき道、なかま」という意味。
アメリカで結婚した承太郎の子供。イギリス貴族のジョースター家、イタリア人の曾祖母スージーQ、日本の空条家の血を引いている（承太郎が日米混血のため、日本人の血は1/4となる）。ジョースターの一族の遺伝に則り、背中には「星形の痣」がある。お団子頭と三つ編みという髪型が特徴的で、左腕にはタトゥーがある。またジェイルハウスロック戦以降はへそに星形のピアスを付けている。承太郎と母が離婚したことで母子家庭で育ったが、現在も空条の姓を名乗る。母からは「ジョジョ」の愛称で呼ばれているが、彼女以外からそう呼ばれることを激しく嫌っている。
作中ではたびたび酷い目に合っているが、持ち前の明るさとポジティブさで乗り越え、精神面で著しい成長を見せる。一方、「やれやれだわ」「オラオラ」といった口癖、そして冷静で的確な状況判断力は、承太郎譲りのものである。物語を通して「ジョースター家」は重要なキーワードにはなっていないものの、承太郎も納得するほどジョースター家の血統を受け継いでいる。
荒木曰く、エリナ、スージー・Q、広瀬康穂という歴代ジョジョのヒロインと比べると、「徐倫はポップではつらつとして」いるキャラクターである。他にも徐倫については、「思い入れはあります。女性にパンチを食らわしたり、腕を切られたり、そういうバイオレンス描写ができるようになったのはやっぱり徐倫からなので。それまではなかなかできなかったですからね。」とも語っており、『ジョジョの奇妙な冒険』を連載する前の1986年に映画『エイリアン2』が公開された当時、シガニー・ウィーバー演じるリプリーが強い女性で格好良いと思い漫画を描こうと挑戦したものの、女性が殴られたりするのは少し残酷に感じて描けなかったことを明かしている。本人曰く、「それから15年近くたつと時代も変わって、女の子がパンチを食らったりするシーンを描いても平気な感じになった。これならちゃんとタフな女の子が描けると思って、第6部は徐倫を主人公にしたんです」とのこと。
荒木はコミックス1巻（単行本64巻）の著者コメントでも、ジョジョの主人公には「顔面にパンチをくらってもヘコたれないタフさが必要」だと語り女性には少し厳しい設定であるとした上で、「でもそのギャップが逆に考えてみるとおもしろいかもと思った。しかも聖母マリア様のような大きな人間愛を持つ人。主人公は女性しかないと思った」とコメントしている。
徐倫が収容されている監房の同居人であり彼女が最初に戦ったスタンド使いであるグェスとは当初仲良くなろうとしていたものの、彼女の本性を知ってバトルで打ち負かして以降は会うたびに目の敵にしている。またロメオのことは徐倫自身も初恋だったとしており、恋愛感情自体は本物であったようである。ただ脱獄後に彼の家を訪れた際は、彼が警察に嘘の証言をしたことに感心はしたもののきっちりと制裁を加えた。
なお、作中の登場人物であるアナスイからはずっと好意を寄せられているが、徐倫はそういった気持ちは抱いておらず邪険に扱っている。しかし、最終決戦でアナスイがダイバー・ダウンを体内に潜行させてダメージを引き受けるという捨て身の決心をした際は、彼の覚悟に「希望」を見出し、その想いを受け入れた。
父・承太郎との関係
当初の親子関係は最悪なものであった。承太郎と過ごすことがほとんどなかった徐倫は、彼からの愛情に乏しい子供時代を過ごした。承太郎にとってみればこれはDIOとの因縁に家族を巻き込まないためであったが、それを知る由もなかった彼女は自分は好かれていないと思い続け、度重なる非行を行うようになっていった。物語序盤で承太郎が面会に来た際にも、面会人が彼だと分かるや否や刑務官を殴り倒し面会を終わらせようとするなど憎悪を剥き出しにした態度をとる。その後も承太郎を「おまえ」「あんた」呼ばわりしたり、父親面で指図されることを嫌ったりといった拒絶するような態度を取り続ける。
しかし承太郎がホワイトスネイクに襲撃され昏睡状態になる直前、不器用ながらも彼女のことを大切に思っていたと告げられて以降は、態度が次第に軟化し始める。物語中盤では承太郎の真意を完全に理解し、最終的には「あんた」であった呼び方が「父さん」になるなど、その関係を著しく修復した。
略歴
1992年誕生。6歳の時に42度の高熱を出して生死をさまようが、当時の承太郎は日本の田舎にいて家に帰ってくることはなかった。また14歳の時に財布を盗んだと誤解され、誤解を解こうとしたが車で事故を起こすという事件に悪化し、この時も承太郎が来てくれなかったことで、決定的にグレてしまう。以来、徐倫は彼のことを激しく嫌うようになる。また徐倫はグレた結果バイクを窃盗したり（本人曰く「ちょこっと借りて乗ってただけ」）、暴走族に入ったりしていた。
2011年10月28日午後5時35分、当時の恋人であったロメオと一緒にドライブしていたところ、彼が人を跳ね飛ばす交通事故を起こしてしまう。彼の必死の説得によって、2人は警察に通報せずに遺体を車に積んで別の場所に遺棄した（徐倫は遺棄したことを意識していなかった）。しかし11月2日、徐倫のみがひき逃げ・死体遺棄容疑で逮捕され、連行された後に取り調べを受け留置所に送られた。
作中での行動
留置所からグリーン・ドルフィン・ストリート刑務所の管理ジェイルに移送されて裁判を受ける。無実であったが、担当の弁護士から「罪を認めれば減刑」と持ち掛けられて司法取引に応じたことで、逆に弁護士（ジョンガリ・Aが手配してロメオに雇われた）に陥れられてしまい、殺人罪で懲役15年の刑となり、G.D.st刑務所に入れられてしまう。
しかしこれらは全て、彼女の父である承太郎をおびき出すための、ホワイトスネイクとジョンガリ・Aの謀略であった。収監から数日後、面会に訪れた父・承太郎からその真実を聞いた徐倫だが、そこで彼らの襲撃を受ける。承太郎はホワイトスネイクにスタンドと記憶のDISCを奪われて仮死状態に陥ってしまい、徐倫はDISCを取り戻して父を救うために脱獄せずあえて刑務所に戻り、ホワイトスネイクの一味と戦うことを選ぶ。
その後は次々に迫る追っ手を退けながらも、フー・ファイターズの協力もあってスタープラチナのDISCを取り戻し、それを承太郎のもとへ送り届けることに成功する。物語中盤、スポーツ・マックスを撃破した後は特別懲罰隔離房棟に収容されるも、強靭に成長した精神力によってその過酷な環境を乗り越える。そこでもホワイトスネイクが送り込んだ刺客たちを退けながら、その正体が教誨師エンリコ・プッチ神父であることを突き止める。その場ではプッチの逃亡を許すも承太郎の記憶のDISCを取り戻し、中身を観たことでプッチの目的と承太郎の真意を理解。後を追う形でエルメェス、エンポリオと共に脱獄する。その後はプッチの差し金であるDIOの息子たちを退ける。3人目であるヴェルサスとの戦いの結果、ウェザーを自らの過失で死なせてしまうものの、アナスイと合流し、プッチを追ってケープ・カナベラルへ向かう。
ケープ・カナベラルでは時を加速したプッチの追撃からエンポリオを逃がすため、負傷した身でプッチに挑み、全身をバラバラにされ死亡した。「天国」崩壊後の新世界では、容姿・性格が酷似した女性・アイリンとして登場。アナスイに酷似のアナキスというボーイフレンドを連れて父親のところへ向かう途中でエンポリオと出会い、彼とウェザーに酷似のヒッチハイカーを車に乗せた所で物語は幕を閉じた。彼女にも徐倫と同じく「星形の痣」がある。
テレビアニメ化に合わせたタイアップなど
2022年に放送されたテレビアニメ『ジョジョの奇妙な冒険 ストーンオーシャン』を記念して、空条徐倫をモチーフにした様々な企画やグッズが展開された。
- 2022年1月21日発売の『SPUR』3月号増刊版の表紙を飾った。
- CONVERSEとコラボし、蝶や星など『ストーンオーシャン』を象徴するモチーフで徐倫を表したシューズがバンダイの公式ショッピングサイト・プレミアムバンダイで販売された。
- 徐倫を始めとした原作の主要キャラクターをイメージしたネクタイがプレミアムバンダイなどで販売された。
- サマンサベガとコラボして、徐倫をモチーフにしたリュック、ショルダーバッグ2種、トートバッグ、財布、チャーム2種が販売された。
- パパブブレとコラボして、さまざまなキャンディを1つの袋に詰め込んだ「徐倫ミックス（JOJO）」が数量限定で販売された。
- ラブ・ライナーとコラボしたアイライナーが完全受注生産で販売された。
- X-girlとコラボしたTシャツ、リブトップスなどが販売された。
- NEW ERAとコラボしたキャップが販売された。
- ONOFFYFREEとコラボしたルームウェアなどが販売された。
- WIND AND SEAとコラボしたソックスが販売された。
- サンキューマートとコラボして、徐倫の蝶をモチーフとしたトートバッグやクリアマルチケースなどが販売された。
- PAMEO POSEとコラボして、徐倫の象徴である蝶と承太郎から託されたロケットをデザインしたチョーカーなどが販売された。
- ソニーのスマートウォッチ・wena 3のコラボモデル「wena 3 -JOJO Edition-」が販売された。
- ブラデリスニューヨークとコラボして、徐倫のコスチュームをイメージしたアイテム「ジョジョの奇妙な冒険 ストーンオーシャンコラボ 徐倫モデル ノンワイヤーブラ」が販売された。
- JEANASISとコラボしたニット2種とシャツが販売された。「マニッシュでクールな中にも芯のある女性らしさ」というJEANASISのコンセプトと強い意志とタフな精神を持つ徐倫が共通することから実現した。
- シュウ ウエムラとコラボして、ハート型のパレット「ストーンオーシャン アドベンチャー アイシャドー パレット」をはじめとした15アイテムが販売された。

その他
- ゲーム『ジョジョの奇妙な冒険 アイズオブヘブン』ではPart3承太郎と邂逅し、タッグバトルイベントなども存在し、ストーリーモードのクリアに必須なプレイアブルキャラクターとなっている。ストーリーモードでは第6章のケープ・カナベラルで初登場し、若かりし3部時代の承太郎に困惑しつつも自身の父親であると確信した。彼への接し方は原作でのケープ・カナベラル地点に準じて和解した後のものとなっている。最終章では他部の主人公たちとは異なり、1人承太郎と共に残って天国に到達したDIOとの決戦に挑んだ。エピローグでは承太郎が天国に到達したDIOを破って新たに真実を上書きした世界が描かれた。その世界ではPart4の序盤が新たに描かれ、東方仗助を探しに杜王町へやってきた承太郎と共に、駄々をこねたため仕方なく連れて来たという幼い徐倫の姿が描写されている。
- 徐倫を主人公とした荒木による番外編『徐倫、GUCCIで飛ぶ』では、17歳の女子高生になっているなど本編と設定が異なっている。
- テレビアニメ版で声を担当することになった声優・ファイルーズあいは『ジョジョ』の大ファンであり、特に空条徐倫について「私のなりたい女性像」「私が今まで出会った中で、世界一勇敢で美しくて強くて愛情深い、素晴らしい人間」であると語っている。
- 『ジョジョ』をはじめパロディネタを特徴とした、大亜門による漫画作品『太臓もて王サーガ』には、極度のジョジョマニアであり空条徐倫を容姿のモデルとした麻仁温子という人物が登場する。

ストーン・フリー
【破壊力 - A / スピード - B / 射程距離 - 1〜2m / 持続力 - A / 精密動作性 - C / 成長性 - A】
生まれつきのものではなく、弁護士に母親からの差し入れを渡された際、その中に入っていた空条承太郎からのペンダントに埋め込まれていた「スタンドの矢」の欠片に触れたことで発現したスタンド能力。
人型のスタンドであり、緑色のサングラスを身に付けたロボットのような外見が特徴。この像は物語序盤では女性的な細身の外見であったが、終盤では逞しい体格に変化している。
スタンド固有の能力は徐倫自身の肉体を糸状に変化させ、それを自在に操るというもの。体そのものを変化させているため、糸を出し続けると体が減っていってしまう。自身の体を糸に変えられる限界は24メートル程度であり、糸は徐倫自身の体のため傷つけられるとダメージを受ける。また攻撃を受けずとも身体の70％程度である心臓付近まで糸にしてしまうと絶命する危険が伴う。最初は自身の体のみ糸にすることができたが、後には自分と触れている他人をも糸状に変化させられるようになった。糸に触れた感触は「絹」のようであるとされている。
糸の先は筋肉の伸縮のように動かすことが可能で、それによって物を縛る・ほどくといった動作ができる。作中ではこれを利用して「捕縛用のネットを作り対象を捕らえる」「傷口をその場で縫合する」「編み上げて防弾チョッキ状にして、弾を防いだり、衣服に擬態する」などの技を披露した。その他にも「遠距離の会話を糸電話のように聞く」「糸を周囲に張り巡らせ動く物体を検知する（本人は糸の結界と呼んでいる）」「エンジンキーの鍵穴に糸を差し込みキーなしでエンジンを起動させる」といった幅広い応用が可能である。また単に糸状化によって隙間を作り、攻撃を受け流すこともできる。最初は徐倫の右手人差し指から糸が1本出るだけだったが、糸を立体的に固めた人型のスタンド像が形成され、よりパワフルな打撃戦も可能となった。糸の状態ではパワーが弱い代わりに遠距離まで伸ばすことが可能で、人型の状態では射程が短い代わりに強力なパワーを発揮できる。繊維の剛と柔を備え、トリッキーな戦いが可能。
パワーはスタンドが発現した当初、「金網状の鉄格子は破壊できない」「コインを砕き削る程度はできる」ほどで、それ程強いものではなかった。物語後半は「通常の鉄格子ならば3分程度で破壊できる（成長後）」「鉄製扉の電子ロックは破れない（ウェザーと2人がかりでも数時間かかる）」と成長を遂げた。しかしいずれにせよ、徐倫単独での脱獄は困難である。なお、物語終盤であるコミックス79巻ではそのパワーについて「その破壊力は岩石を超高速でたたき込むかのよう」と説明されており、本体である徐倫の精神的成長と共により強力になっていることが示唆されている。拳によるラッシュ時の掛け声は承太郎と同じく「オラオラオラオラ……オラァ!!」である。作中では糸状に変化できる体質を利用して鉄格子越しにラッシュを披露するという芸当も見せた。
スタンド名は彼女自身が名付けたものであり、「この石の海（＝G.D.st刑務所）から自由になる」という意思が込められている。なお、スタンドにしては珍しく「せっけんのにおいがする（気がする）」という匂いに関する設定がある。
荒木によるとデザインよりも「徐倫が身を削って戦う」という能力を重視しており、ファッション的には他のスタンドと被らないようにデザインされている。また、肩パッドはパイソン柄になっている。
『オールスターバトル』以降の北米版では、"Stone Ocean"（ストーンオーシャン）と改名されている。

### 徐倫の仲間たち
エルメェス・コステロ
声 - 米本千珠 / 同左 / 田村睦心
囚人番号：FE40533 / 罪状：武装強盗（刑期：8年）
徐倫と留置所で知り合い友人となった女性。本編では最後まで徐倫と共に戦う、徐倫にとっては頼れる相棒。明るく情に厚い性格だが、決して情に流されず、後述する目的のために自分が死ぬ覚悟はできているが、自分の問題に他人が介入する、他人を頼る、巻き込むことを良しとしない線引きができる性格でもある。年齢は21歳（作中テロップ）または23歳（単行本プロフィール）。
再犯で2度目の刑務所入り。胸に豊胸手術の痕があり、内部に現金を隠しているが、これは前回の収監経験からの知恵である。徐倫が留置所の面会室で投げ捨てた「矢の欠片」を拾い、スタンド能力を得る。
メキシコ移民の娘。父が開業したスラム街のメキシコ料理屋で暮らしていたが、姉に反発して家を飛び出した際、「エルメェスがスポーツ・マックスの犯罪を目撃して逃げた」と誤解されたことで、姉のグロリアが彼女を守るために警察に通報し、報復にグロリアが殺されてしまったという過去がある。スポーツ・マックスに復讐するため、自ら望んでG.D.st刑務所に収監された。
復讐を果たしたものの、重症を負ったことで、そこから始まる騒動には関わらなかった。その後は徐倫の脱獄の最中に遭遇、共に脱獄する。因縁の清算のためにプッチ打倒の旅に同行。ケープ・カナベラルでは、プッチに両腕を切断され失血死する。「天国」崩壊後の新世界では、酷似した人間がエンポリオが乗り損ねたバスの乗客として登場した（原作では名前は明かされなかったが、テレビアニメ版では「エルディス」と命名）。この世界でも姉がいるらしい。
荒木によると、Part3・Parte5に登場したジャン＝ピエール・ポルナレフの女性版のような立ち位置だという。
なお、「エルメェス」の英字綴りは『オールスターバトル』以降の北米版などでは英語風の"Ermes"だが、『アイズオブヘブン』のフランス語版では"Hermès"と綴られる。
キッス
【破壊力 - A / スピード - A / 射程距離 - A / 持続力 - A / 精密動作性 - C / 成長性 - A】
手から出るキスマークの描かれたシールを貼った物体を、シールの枚数分、大きさも性質も全く同じまま分裂させるスタンド（シールの数Χ＋対象物1＝総数）。サイズ次第なのか不明だが、シールで増やす対象の細かい範囲設定もできる。スタンド像は人型で、全身に貼られたシールと「KISS」の文字、無数のピンが突き刺さったような頭部が特徴。
シールを剥がすと分裂した物質同士が合わさって1つに戻り、同時に破壊が起きるため、この特性を利用して攻撃したり、シールを剥がした物体が1つに戻ろうとする力を利用して物体を引き寄せたりすることもできる。1つの対象に複数枚のシールを貼ると、破壊の影響を減らすこともできる模様。
シールの効果が及ぶ範囲は非常に長い他、貼っていられる時間にも特に制限は無い。また、シールはエルメェス自身にも使用できるが、元に戻った際の破壊効果も適用される。
ストーン・フリー同様、仲間とスタンドのシルエットが被らないようにデザインされている。
『オールスターバトル』以降の北米版では、"Smack"（スマック）と改名されている。

エンポリオ・アルニーニョ
声 - 北西純子 / 同左 / 種﨑敦美
G.D.st刑務所に住んでいる、野球のユニフォームを着た少年。物語序盤、徐倫が訪れた面会人と会いに行く際、会ってはいけないと警告しに現れた。
現れた場所とその後始まったホワイトスネイクによる（幻影による）攻撃が始まったことで、徐倫から実在しない存在と認識されていた。素性は女囚である母親がG.D.st刑務所内で獄中出産した後、「秘密の部屋」にて誰にも知られることなく育てられきた。その母親をホワイトスネイク（＝プッチ神父）に殺されたが、母と同じスタンド能力故、「秘密の部屋」に隠れ住み続けることができた。11歳と自称しているが正確な誕生日は不明。出自故、刑務所の外の世界を知らないが、大人顔負けの知識・教養を持つ。ホワイトスネイクの正体を知らないが、彼からも刑務所内における徐倫の協力者程度の認識しかなく、終盤までは自身の正体を知られていなかった。
ホワイトスネイクの襲撃以降、その正体を暴くため、徐倫に本格的に協力、エルメェスの監視、FFに一般知識を教える。徐倫をウェザー、アナスイに引き合わせるなど、刑務所内での徐倫のサポート役に徹した。
徐倫の脱獄を助け、生まれて初めて刑務所の外へと出る。約束の地ケープ・カナベラルではプッチの追撃から、徐倫たちに助けられ、ただ1人（完成直前の）「天国」に辿り着く。ここでは、すべての生物が運命通りに生きることを強制された世界で、エンポリオには「プッチから逃れる。その後、成長してプッチを殺しに来る。」と運命づけられている。その因縁を断つべく、時の加速が始まる直前の刑務所内で襲われる。この時点では「秘密の部屋」に逃げ込むという行動しかできず、当然その運命を知っているプッチ相手に再び窮地に陥るも、プッチの発言から彼が「運命に干渉できる」と知ったことで、部屋へ逃げ込んだ瞬間、プッチの攻撃を逆手に取り、徐倫から託されていたスタンドDISCを自身に挿入させる。発現したスタンド「ウェザー・リポート」を駆使して、プッチに最後の戦いを挑む。プッチの宣言通り、制御もままならない状態であったが、発現と同時に部屋に充満させ続けていた高濃度酸素により自分ごと、プッチを重度の酸素中毒に追い詰める。プッチの必死の命乞いを「これも運命」と一蹴し、とどめを刺した。
次の瞬間には刑務所の最寄りのバスステーションに立っていた。そこで徐倫や仲間の面影を持つ人物たちと出会い、彼女たちと共に次の旅路へ出発する。
エンポリオのエピソードは女性の囚人が刑務所で出産する話からの発想。また、当時地区優勝したシカゴ・カブスにちなんで野球少年となっている。
バーニング・ダウン・ザ・ハウス
【破壊力 - なし / スピード - なし / 射程距離 - なし / 持続力 - なし / 精密動作性 - なし / 成長性 - なし】
「物体の幽霊」を扱うことができるスタンド。作中ではピアノやパソコンなどの幽霊が登場しており、いずれも本体のエンポリオによって使用可能。ただし、あくまでも幽霊であり、「拳銃の幽霊」なら発砲しても着弾することはなく、「チョコレートやジュースの幽霊」は味はしても空腹は満たせないなど、現実世界に影響を与えることは不可能。エンポリオはこの能力で、過去に焼失した刑務所の音楽室に隠れ住んでいた。また、ゴミ箱などをポケットに入れて持ち運ぶことができ、これを利用して隠密行動が可能。
エンポリオの知識量は、この能力によって「本の幽霊」を幼少期から多数読んできたことに由来する。また、G.D.st刑務所の中で能力を如何なく発揮できるのも、刑務所自体が焼失からの改装を行ったために「屋敷の幽霊」を内包していることと関係が深い。
なお、殺害されたエンポリオの母親もこれと似た能力を持っており、それを利用して秘密裏にエンポリオを出産・育成していたことが単行本にて明かされている。
「物体の幽霊」は、Part6開始前に発表された短編『デッドマンズQ』にも登場する概念である。
『オールスターバトル』以降の北米版では、後半部が省略されて "Burning Down"（バーニング・ダウン）と改名されている。

フー・ファイターズ（F・F）
声 - 白石涼子 / 同左 / 伊瀬茉莉也
【破壊力 - B / スピード - A / 射程距離 - C / 持続力 - A / 精密動作性 - C / 成長性 - B】
囚人番号：FE39423 / 罪状：誘拐（刑期：7年） / 左記は共に囚人・エートロ（22歳）に対してのもの。
プッチがプランクトンにスタンドのDISCを与えたことで知性を持ち生まれたミュータント。普段は無数の黒く小さいミジンコのような姿をとっているが、それらが集結することで人型の近距離パワー型スタンドのような姿となる。通称「F・F」。
ホワイトスネイクの正体を知らされないまま、刑務所敷地内の湿原にて、DISCを保管し守るという任務を与えられていた。これらは比較的重要度の低いDISC群ではあるが、承太郎のスタープラチナを含んでいた（ホワイトスネイクにとっての本命は承太郎の記憶DISCであり、またスタープラチナは強力すぎて誰にも扱えない）。
F・Fが縄張りに近付いた男囚を殺したことで、行方不明者発生事件となる。5人の囚人が捜索に向かった中に6人目として紛れ込み、徐倫とエルメェス以外の全員を始末。だが徐倫らとの戦いに敗北し、自分の行動理念を理解したことで敢えてとどめを刺さなかった徐倫に対して守りたいという思いに目覚める。その後は捜索の過程で爆死した女囚エートロの体に住み着き、刑務所で徐倫らの仲間として共に生活するようになる。擬態後はこれまでと打って変わり砕けた口調になり、自身の知識やエートロの記憶でしか知らないことが多いため、一般常識に欠け奇妙な行動をとることもあった。
水鉄砲の要領で微生物を発射して攻撃したり（指先が銃状に変形する）、負傷した傷口にナノマシンのように埋め込むことで治療に活躍する。水が無いと干からびるために常に水分を携帯している。弱点は、水分を吸い取る乾いた土や、水棲生物ゆえの電流や熱湯など。人間の肉体に宿ったがゆえの、利点と欠点の両方があり、ダメージは受けるが無茶も効く。
物語中盤に懲罰房でDアンGを抹殺しようとした際、ホワイトスネイクの本体がプッチであることを知る。DアンGの抹殺には成功するもののホワイトスネイクの攻撃でエートロの肉体を失い、群体生物=スタンドだけになりながらも徐倫のもとへ辿り着くと、ホワイトスネイクの正体を伝える。最後は、プッチの攻撃から承太郎の記憶DISCを守ってアナスイの命を助け、「知性を持ったまま友達にさよならを言えたこと」を徐倫に感謝し、昇天した。その後、原作ではラストシーンの空に映る徐倫らの面々に並んでいなかったが、テレビアニメ版ではアナスイとエルメェスの間に並んでいる。これは、総監督の鈴木健一が荒木に許可を取って加えたアニメオリジナルの一環であり、原作の大ファンでもある徐倫役のファイルーズあいにも感激されている。
ミュータントや宇宙人をイメージしており、デザイン的にはPart3に登場したハイエロファントグリーンのバージョン違いで、昆虫やカメレオンを意識して描かれている。
ウェザー・リポート
声 - 大川透 / 同左 / 梅原裕一郎
囚人番号：MA152403 / 罪状：殺人未遂（刑期：6年）
エンポリオの秘密の部屋に滞在している男囚。刑務所収監以前の記憶を何者かに奪われており、取り戻すために徐倫に協力する。名前も思い出せないため、スタンド名を仮の名として使っている。寡黙だが思いやりのある性格で、冷静沈着かつ判断力・洞察力に優れ、徐倫にとっては頼れる兄貴分的存在。バッファローの帽子を被っている。
物語終盤で明かされた本名はウェス・ブルーマリン、真の素性はプッチ神父の双子の弟ドメニコ・プッチ。奪われた記憶は自身を含めた全てに対する絶望と憎悪で満たされており、それは20年前の出来事に起因している。
生まれて間も無い頃、息子の死を受け入れられないブルーマリン夫人によって、死んだ息子（本物のウェス）と偶然同じ日に同じ病院で生まれた双子の赤子の片割れ（ドメニコ）とすり替えられ、彼女の実子として育てられた。学生でありながら病弱の母親に代わり勤労に励む正義感の強い好青年であったが、17歳の時にある悲劇に見舞われる（詳細はエンリコ・プッチ#人物を参照）。その後、双子故、兄エンリコの覚醒と同時に自身もスタンド能力に覚醒、そして「ヘビー・ウェザー」が発動する。ペルラと母を死に自分だけが生きている現実に苛立ち、何度も自殺を試みるも、自身のスタンドによる妨害により失敗に終わる。それにより苛立ちが増し、「ヘビー・ウェザー」の勢いを増していく。このどうしようもない悪循環の果て、元凶であるエンリコを殺すために襲撃するが、彼の「私はお前の兄である」という言葉で生じた隙を突かれて（ヘビー・ウェザーに関する）記憶のDISCを奪われ、G.D.st刑務所に収監されてしまう。
エンリコに「星型の痣」が現れた時には、連動して彼の背中にも同様の痣が現れ、ジョースター家の血統者のように彼の存在を感知できるようになった。
エンリコが刑務所を去った後、徐倫たちを追う形でアナスイと共に脱獄するが、合流直前にヴェルサスがエンリコから盗んだDISCによって記憶を取り戻す。直後、性格や言動がそれまでの理知的なものから、凶悪で粗暴なものへと変貌、再び「ヘビー・ウェザー」が発動、繰り返される地獄絵図を目の当たりにしたアナスイから怒りを向けられる。それに対して非道さを十分自覚し罪の意識もあるが、心のどこかではこれを楽しんでいる自分もいることを告白する。それ故にエンリコ殺害後、アナスイに自らの殺害を依頼。自分たち兄弟の呪われた人生を終わらせるため、アナスイと共に、兄エンリコと二度目の戦闘に挑む。エンリコからは既に「ヘビー・ウェザー」の能力を見切られており、両足を失うもののアナスイのサポートのおかげで殺す一歩手前まで追い詰めるが、別動の徐倫・ヴェルサスの突発的乱入で形成が逆転、エンリコに殺される。絶命の間際にホワイトスネイクの攻撃を利用して自らのスタンドをDISC化しており、徐倫たちに託す。このDISCはエンポリオに渡り、最終的にプッチ打倒の鍵となる。
「天国」崩壊後の新世界では、彼に酷似した青年がヒッチハイカーとして、エンポリオやアイリンらと合流したところで、第6部は閉幕する。
『アイズオブヘブン』の北米版では、本体・スタンド共に"Weather Forecast"（ウェザー・フォーキャスト）と改名されている。
ウェザー・リポート
【破壊力 - A / スピード - B / 射程距離 - C / 持続力 - A / 精密動作性 - E / 成長性 - A】
天候を操るスタンド。気流・雨・稲妻など、全ての気象現象を自在に発生・制御が可能な能力。スタンドそのものは近距離パワー型だが、これを応用することで遠距離攻撃も可能である。
小さな雲を操って落としたペンでピアノを演奏、30km先のハイウェイを豪雨で遮断するなどといった離れ業が可能な反面、飛行中の旅客機を追跡するといった気象現象の限界を超えることができない。
天候を操るスタンドであるため、雲のようなデザインとなっている。
ヘビー・ウェザー
物語終盤においてウェザーが記憶を取り戻したことにより発現した、ウェザー・リポートの隠された能力。
オゾン層に干渉して太陽光の屈折率を変化させ生み出したサブリミナル映像「悪魔の虹」に触れた者を、徐々にカタツムリへと変え、身体能力を著しく低下させる。さらに身体接触を介して感染が広がる。サブリミナル映像という性質上視覚に問題を抱えている相手に対しては効果が無い。
ウェザーの憎悪の記憶と不可分であり、無意識の能力であるため全く制御できず、解除するには記憶を奪うか、殺すしかない。
ナルシソ・アナスイ
声 - 中村悠一 / 同左 / 浪川大輔
囚人番号：MA28050 / 罪状：殺人（刑期：12年）
ウェザーと共にエンポリオの秘密の部屋に滞在している男囚。極度の分解癖で、10歳の時にポルシェを細かく分解し病院に入れられたことがある。学生時代に恋人が浮気する現場に遭遇、その女性と浮気相手を「分解」し、懲役刑を受けてG.D.st刑務所に入所する。精神鑑定では正常とされ、精神病院に入ることもなく刑務所にいる。メディアからは殺人鬼と報道された。
初登場時は、ウェザーが抑えつけていないと何をするか分からない危険人物で、エンポリオにも「他人のために何かするような性格では無い」と解説されたが、徐倫の話を聞くと恋心を抱き、性格もお調子者に変貌していった。
当の徐倫はアナスイに恋愛感情は抱いていないようだったが、プッチとの決戦時にダイバー・ダウンを味方全員の体内に潜ませ、「初撃は自分が受け止めるからその隙に反撃してくれ。自分は運が良ければ攻撃を受けても生き残れるだろう」と申し出た彼の捨て身の覚悟を目にし、想いを受け入れた。しかし、プッチが徐倫の腕でアナスイの胸を貫き、死亡した。
初登場時は女性的な外見で描かれていたが、後に再登場すると男性であったことが明らかとなり、F・Fを驚かせた。（短髪のボブカットに女性的な体型をしていたが、再登場した時は長髪に筋骨隆々の男性に変化していた。）
『オールスターバトル』以降の北米版では、"Narc Anastasia"（ナルク・アナスタシア）、北米版アニメでは"Narciso Anastasia"（ナルシソ・アナスタシア）と改名されている。
ダイバー・ダウン
【破壊力 - A / スピード - A / 射程距離 - E / 持続力 - C / 精密動作性 - B / 成長性 - B】
近距離パワー型のスタンド。物体の内側に潜り込む特殊能力を持つ。物体を内部から組み替えたり、別の物を埋め込んだりすることができ、これを生物や人体に用いるとえぐい破壊となる。物体を殴ることで、そこにパワーを溜めることができ、時間差で一回のみの遠隔トラップとして解き放つことも可能。接触している仲間のダメージを肩代わりすることもできる。他にも応用性は多岐に渡る。
『オールスターバトル』以降の北米版では、"Diver Drive"（ダイバー・ドライブ）と改名されている。
デザインのイメージは潜水具をつけた潜水夫。

### G.D.st刑務所・収監者
グェス
声 - なし / 本田貴子 / 種市桃子
囚人番号：FE18081 / 罪状：放火、殺人未遂、仮釈逃亡（刑期：12年）
女囚。22歳。徐倫が収容された監房の同居人。小心者で他人を信用しない性格。
エルメェスから買い取った「スタンドの矢の欠片」の影響で、他人を小さくする能力を得る。クビになった看守を縮めてインコの剥製を着せ「ピーコちゃん」と名付け、ペット化していた。
能力を用いて徐倫を襲い、ネズミの剥製を着させて命令を聞かせ脱獄を手伝わせようとするが、糸を縒り合わせて人型スタンド像を作ることに成功した徐倫の反撃に敗れ、力関係が逆転する。
その後は徐倫から疎まれているものの、刑務所内での金品の貸し借りについての忠告や、ミューミュー戦で記憶障害と診断された徐倫を気遣う様子を見せている。
グーグー・ドールズ
【破壊力 - D / スピード - C / 射程距離 - 20 - 30m / 持続力 - D / 精密動作性 - B / 成長性 - B】
他人の身体を人形ほどに小さくできるスタンド。対象者が本体の意に反する行動をとると、自動的に殺害する。
本体であるグェスの「周囲より優位に立ちたい」「ペットのように支配できる友人が欲しい」という屈折した対人意識を色濃く反映しているため、「グェス自身を小さくすることはできない」「効果対象に常に付きまとう」「スタンドが本体から離れるほど能力が弱まる」「縮小までに時間はかからないが、元に戻すには時間がかかる」という特徴がある。
デザインのイメージは猿のミイラ。
『アイズオブヘブン』の北米版では、"Cry Cry Dolls"（クライ・クライ・ドールズ）、英語版アニメでは"G.G. Dolls"と改名されている。
ジョンガリ・A
声 - 日野聡
囚人番号：MA56002 / 罪状：殺人（刑期：7年）
男囚。35歳。かつてのDIOの部下であり、DIOを殺した承太郎に対して20年にわたる恨みを抱いている。元軍人の狙撃手で、風速20mの中でも狙撃を成功させた腕前。
白内障を患いほぼ盲目にもかかわらず、皮膚感覚とスタンド能力で空気の流れを読むことで、標的を正確に捉えることができる。また、ライフルを白杖に偽装して刑務所内に持ち込んでいる。
無実の徐倫を冤罪で陥れた張本人。刑務所内から手下に命令してひき逃げ事故を演出し、弁護士とロメオを利用して、徐倫を刑務所に収監させた。目的は、この復讐を察知し、徐倫を助けに来るであろう承太郎を、娘ともども殺すため。ホワイトスネイク（プッチ）とも共謀している。
目論見通り承太郎が訪れたと同時にホワイトスネイクと連携して、空条親子を襲撃する、徐倫を庇った承太郎からホワイトスネイクが記憶とスタンドをDISC化して奪った直後、直接出向き承太郎を銃撃して戦闘不能にすることに成功するが、承太郎と和解したことで精神に成長した徐倫のラッシュを受け倒される。本命の承太郎もSPW財団の潜水艇で逃げられてしまう。結果として復讐に失敗した上、（目的を果たした）ホワイトスネイクに口封じのために殺された。
マンハッタン・トランスファー
【破壊力 - E / スピード - E / 射程距離 - A / 持続力 - A / 精密動作性 - A / 成長性 - C】
本体の放った弾丸を中継し、標的に誘導する狙撃衛星のスタンド。パワー自体はほぼ皆無。気流を鋭敏に感知し、あらゆる攻撃を回避する。気流に乗ってふわふわと周囲を浮遊する。銃弾ならば種類を問わない。
デザインのイメージは植物の種と、衛星やステルス戦闘機。
北米版アニメでは"downtown transfer"（ダウンタウン・トランスファー）と改名されている。
サンダー・マックイイーン
声 - 奈良徹
囚人番号：MA57258 / 罪状：殺人（刑期：8年）
男囚。27歳。身長181センチメートル。右額にM字の剃り込みがある。ショットガンの手入れ中に暴発した弾丸が飛び降り自殺中の女性に命中し、冷血な犯行と見なされて刑務所行きとなった。
気が弱く、些細なことで自殺を図るネガティブな性格。また自己中心的で、自分は社会に嫌われていると思い込み、さらに他人には無関心なくせにトラブルは他人が解決してくれると考えている。そんな「手の施しようのない邪悪さ」をプッチに見込まれ、スタンドDISCを与えられた。スタンド使い同士が引かれ合う性質を利用した、無意識の刺客である。
スタンドにより無意識の内にエルメェスを攻撃、エルメェスの静止に逆に感激して彼女とこそ心中したいと、電気コードによる感電死を決行する。しかしエルメェスの土壇場の策が成功し、DISCを抜かれて戦闘不能となる。スタンドが無ければ大した脅威にはならないと判断され、記憶DISCのみを戻された上で放置された。
こっそり他の囚人から小銭を盗み集めて5000ドル貯め込んでおり、エルメェスには迷惑料としてぶんどられた。
ハイウェイ・トゥ・ヘル
【破壊力 - C / スピード - C / 射程距離 - A / 持続力 - C / 精密動作性 - C / 成長性 - C】
プロペラ状のスタンド。本体が自殺の道連れにしたい相手に付きまとい、本体が自殺を図ると相手を本体と体勢なども含めて同じ状況に至らしめる。自殺が失敗すると能力は解除されるが、再び自殺を図れば即座に発動する。
『アイズオブヘブン』の北米版では、"Highway to Death"（ハイウェイ・トゥ・デス）、北米版アニメでは"freeway thru hell"（フリーウェイ・スルー・ヘル）と改名されている。
ミラション
声 - 近藤唯
囚人番号：FE26789 / 罪状：窃盗、武装強盗（刑期：5年）
女囚。強欲で嘘つきな上に、博打好きで盗癖がある。「グッド」が口癖。プッチに性悪な面を見込まれてスタンドDISCを与えられた。
承太郎の記憶DISCと引き換えに自分を仮釈放させるようプッチと取引し、キャッチボールの賭けでエルメェスに勝利して所持金と肝臓を奪い取る。続いて、再び賭けを提案した徐倫を妨害するが、その最中にスタンドの弱点を見破った徐倫に「キャッチボール」と称する硬式ボールをヨーヨーのように使ったストーン・フリーのラッシュで叩きのめされた。
マリリン・マンソン（取り立て人マリリン・マンソン）
【破壊力 - E / スピード - A / 射程距離 - A / 持続力 - A / 精密動作性 - A / 成長性 - C】
賭けに負けた相手の心の弱みにつけ入り、強制的に賭け金相当の物品を取り立てるスタンド。金額に届かないようなときは、金歯や内臓を取り立てて金で贖わせる。ルール違反は即失格判定とし、イカサマすると、それを見抜かなくても対象の心に反応して即ジャッジ、他人の金で賭けをしようとしても認めない。スタンド像は人型で、両手はフック状になっている。目が液晶ディスプレイのようになっており、金額カウンターとして機能する。
「対象の心の闇が具現化した存在（対象の影の中から現れ立つ特徴がある）であるため、隠し事は一切できず、取り立て中は無敵」という特殊なスタンド。しかし、取り立てが行われる前に相手が負け分を取り返そうと再度勝負を持ちかけると取り立てが中断される。取り立て以外の戦闘能力は皆無。
デザインのイメージは溶接をする際の保護面。北米版アニメでは"mary lynn manson"（マリー・リン・マンソン）と改名されている。
ラング・ラングラー
声 - 小林親弘
囚人番号：MA13022 / 罪状：殺人（タンカージャック）
男囚。学生時代に女性教師を刺殺し、刑務所に入れられた。ホワイトスネイクに利用され、プッチの目的を手伝うことになる。能力による無重力化に備えた奇抜な格好をしている。また、能力の影響で指が吸盤状に変形している。
与えられた能力に自信を持っており、「ホワイトスネイクすら正体が分かれば倒せる」と豪語していた。
SPW財団の使者と接触するために刑務所内の中庭を訪れようとする徐倫とウェザーを襲撃し、承太郎のスタンドDISCを奪おうとする。ウェザーをほぼ倒すも、無重力を逆手にとられて大ダメージを負い、徐倫に叩きのめされて再起不能となる。
ジャンピン・ジャック・フラッシュ
【破壊力 - B / スピード - C / 射程距離 - B / 持続力 - A / 精密動作性 - D / 成長性 - E】
唾液を吐きつけた相手と、その相手が触れたもの全てを無重力状態にする人型スタンド。頭部と手首以外は本体と同じ格好をしている。
スタンド能力を喰らった相手は周囲の大気にも触れていることになるため、無重力空間となった場所からは次第に空気が失われ、真空となる。また、スタンド像の手首のリング状のパーツにはネジなどを入れることができ、手首を回転させて遠心力で弾丸のように飛ばし、攻撃することが可能。
無重力化の持続距離は唾液を吐きつけた対象から20m程度で、それ以上離れれば間接的に無重力化したものは全てその効果が解除される。
北米版アニメでは"jumpin' juck spark"（ジャンピン・ジャック・スパーク）と改名されている。
スポーツ・マックス
声 - なし / 鳥海浩輔 / 小山剛志
囚人番号：MA26156 / 罪状：脱税および恐喝（刑期：5年）
男囚。職業は車のディーラーだが裏の顔はヤクザ。3年ほど前に、もみ消すつもりの暴力事件をエルメェスの姉・グロリアに通報されたことで、報復にグロリアを殺した。暴力事件の証人であるグロリアが消えたことで、グロリア殺しを含む50以上の犯罪容疑があったにもかかわらずそれらは裁かれず、軽い罪状で刑期5年となり、あと1年ほどで出所することになっていた。
礼拝堂や刑務所内墓地に足しげく通い、剥製作りを趣味とする。また、刑務所内で薬物を売ったり自身に注射したりしている。
ホワイトスネイクにスタンドDISCを与えられ、DIOの骨に能力を用いるも暴走されて見失い、行方不明となった骨を探していた。このDIOの骨が、後に緑色の赤ん坊を誕生させることになる。
エルメェスの手で下水管に閉じ込められ、肉体は溺死したものの、能力で「見えないゾンビ」として蘇り、下水管の外に出る。先述の剥製や墓地にある死骸をもゾンビ化させてエルメェスに復讐しようとするも、エルメェスの命がけの作戦の前に敗北。とどめにエルメェスの怒りのラッシュを食らい、頭部を完全に破壊され、記憶とスタンドのDISCを残して消滅した。
リンプ・ビズキット
【破壊力 - なし / スピード - B / 射程距離 - B / 持続力 - A / 精密動作性 - C / 成長性 - E】
生物の死骸から、幽体離脱するように「透明なゾンビ」を発生させて操る。ゾンビは本能で生物の血肉（特に脳）を喰らう。
本体であるスポーツ・マックスのみは生前の記憶や知能を維持した状態でゾンビ化し、「自分自身の姿は見えて声も聞こえるが、他の人間には姿が見えず声も聞こえない」存在になる。本体以外のゾンビの自我の程度がどうなっているかは不明。
ゾンビは壁や天井を自由に歩くことができる。ゾンビはダメージには強靭であるが、破壊されると元の死体も破壊される。
DIOの骨に能力を行使したところ、凄まじいパワーで暴走を起こし、自ら動いて、極罪を犯した囚人が多数いる懲罰房棟へと向かった。
スタンド能力は映画『インビジブル』からの発想。
『アイズオブヘブン』の北米版では、"Flaccid Pancake"（フラクシッド・パンケーキ〈弛んだパンケーキ〉）と改名されている。
ケンゾー
声 - 麦人
囚人番号：ME25846 / 罪状：大量殺人（刑期：280年）
男囚。78歳。ホワイトスネイクが特別懲罰隔離房棟に収容された徐倫を始末するべく送り込んだ、4人のスタンド使いの1人。本人曰く、良質な睡眠と飲尿療法が健康の秘訣。
元はカルト教団の教祖で、教団員34名と集団焼身自殺を図ったものの自分だけが生き残った。この経験から風水の研究に着手し、「暗殺風水」という才能としてスタンド能力を身に付ける。40年前に得ていた栄光に執着しており、釈迦と並ぶ聖人となることが目標らしい。
戦闘では拳法を駆使し、自身のスタンドは補助として用いる。相手の開いた口に指をねじ込み、解剖学的な刺激を突いて、疑似的に溺れさせる技が得意。犠牲者はありえないほど体が膨れるため、最初はスタンド攻撃と疑われた。
サバイバーの支援のもと特別懲罰隔離房棟の囚人30人以上を殺害し、徐倫と合流したF・Fと交戦。人間では無いF・Fに多少調子を狂わされ軽くダメージを受けるも、風水の方角パワーを駆使して、F・Fを電気椅子で処刑する寸前まで追い込む。
しかしF・Fの相討ち狙いの策によって「ケンゾーの汗で作った鏡」でドラゴンの位置と安全な方角を誤認させられたことで、巻き添えに電圧を浴びせられ無惨な姿となる。それでも辛うじて生存しており、F・Fを助けに来た徐倫を殺さんと蹴りを放つが、アナスイのスタンドによるカウンター攻撃で足をバネ状に変えられてしまう。もはや思った通りに移動することさえままならなくなり、最後はバケツに突っ込んで再起不能となった。懲罰隔離房棟での騒動が収束した後は行方不明として処理された模様。
ドラゴンズ・ドリーム（龍の夢）
声 - 西脇保 / 同左 / チョー
【破壊力 - なし / スピード - なし / 射程距離 - なし / 持続力 - A / 精密動作性 - なし / 成長性 - なし】
本体を中心として、吉凶の方角を矢印で指し示すスタンド。スタンド像は「羅針盤」と「尾が矢印状になった龍」で構成される。スタンド自体の攻撃力は皆無だが、攻撃によってダメージを負うこともない。
自我を持っており口は悪く、「風水はみんなが知るべきこと」というスタンスから自身はあくまで中立であり、敵にラッキーカラーやアイテムを教えたり、ケンゾーにとって不利になる情報を伝えずにいたりする。
凶の方角から攻撃する（あるいは凶の方角を矢印で指しているドラゴンズ・ドリームにケンゾーか相手が触れる）ことでその攻撃を必中させる。具体的には、ドラゴンズ・ドリームに触れるとその部位をドラゴンズ・ドリームが食いちぎり、空間転移して標的に命中する。この攻撃そのものは回避可能だが、たとえ凌いでも事前に必中の凶が確定しているため、何かしらの不幸が起こって確実にダメージを受ける。
逆に安全な方角にいる限り、幸運に守られ、攻撃には一切被弾しなくなる。要は、手元にあるドラゴンズ・ドリームが相手の方を向いている限りは絶対無敵ということである。また、安全な方角はケンゾー以外にとっても有効となる。
DアンG
声 - 竹内良太
囚人番号：ME14067 / 罪状：殺人（刑期：20年）
男囚。32歳。ホワイトスネイクが特別懲罰隔離房棟に収容された徐倫を始末するべく送り込んだ、4人のスタンド使いの1人。ノストラダムスの予言を信じて自棄を起こし、恨みを抱いていた人間を次々と殺害した。元警官であったために、他の囚人から保護する目的で特別懲罰隔離房棟に収容されていた。
当初はケンゾーと共に登場し、その風貌から「戦士風の男」と呼ばれていた。だが見掛け倒しで、攻撃は後述の自動操縦スタンドに任せており、本人は全く行動しない。アナスイにより罠に改造されたグッチョに軽率に触れたことで、腕がズタズタになるほどの重傷を負い号泣するも直後にその腕を自ら切り落とした。その後は、懲罰房の異変を感じ取った刑務所本隊に保護され、救急車に乗せられ、ヨーヨーマッが徐倫を殺すまでの時間稼ぎに看守たちを護衛代わりにしようとするが、F・Fに殺害される。
ヨーヨーマッ
声 - 山口勝平
【破壊力 - C / スピード - D / 射程距離 - A / 持続力 - A / 精密動作性 - D / 成長性 - C】
自我を持って行動する自動操縦型のスタンド。
対象にまとわりつき、2人以上の人間が見張っている間は召し使いのように従順で献身的だが、見張る人間が1人以下になると様々な策を弄して溶解力を持つ唾液で攻撃してくる。溶かされる際に痛みを感じることは無いため、攻撃に気付いた時には相手は舌を溶かされ、呼吸困難に陥いる。防御力が強靭で弾力と再生能力があり、通常攻撃にもマゾのように大喜びするだけで倒せない。
目的は徐倫たちを始末してから緑色の赤ん坊を持ち帰ることで、こっそり近付いて緑色の赤ん坊が入った塊を飲み込む。F・Fの隙を見て攻撃し、離れたところで顎を溶解させる。蚊や水しぶきなどを使って気付かれないように徐倫とアナスイにもダメージを与えたが、アナスイのダイバー・ダウンにより脳にカエルを埋め込まれ、カエルの脳を繋げられたことで無力化される。別働のF・FがDアンGを殺したことで消滅する。
デザインのイメージはグリム童話に登場する森の妖精。
グッチョ
声 - 下野紘
囚人番号：MA20311 / 罪状：婦女暴行、窃盗（刑期：5年）
男囚。31歳。人付き合いが下手で、常に周囲の人間をイラつかせていた。ホワイトスネイクが特別懲罰隔離房棟に収容された徐倫を始末するべく送り込んだ4人のスタンド使いの1人。ただし戦闘能力皆無のため、実質は他3人の支援要員であり、自身はひたすら隠れていた。
DIOの骨で皆が植物化した異常な状況で、無関係を装いアナスイに助けてもらおうと近づくが、体を改造されてしまう。DアンGに触れられてトラップが発動し、体中から肋骨が突き出るほどグチャグチャになってしまう。その後、通路で力無く倒れていたが、通りかかったプッチには記憶を読まれた上にメサイアのCDを挿入されて歌い出す。アナスイとプッチにひたすら利用されたあげく死亡した。
サバイバー
【破壊力 - E / スピード - E / 射程距離 - E / 持続力 - C / 精密動作性 - E / 成長性 - E】
小型の円盤状のスタンド。他人の闘争本能を極限まで引き出す。能力の影響を受けた者は半無意識に死ぬまで殺し合いを続けることになる。視覚にも作用し、相手の「最も強い部分」が輝いて見え、ダメージを負った部分は黒く淀んで見えるようになる。
怒りの思考の脳内電気という、ごく微弱なパワーに宿るスタンド。DIO曰く「最も弱い」スタンド。適材適所を説くDIOですら、「味方の足を引っ張るだけでまるで使い道がない、手に余る」と述べる能力。プッチはいつかその適材適所があるかもしれないと、スタンドDISCにして貰っていた。
本来の本体は、フランスのとある山小屋の主人の男。スタンドの影響で周囲の人間が事あるごとに喧嘩を始めたり、家族が離散するなどの悲惨な状況に陥っていたという。

### G.D.st刑務所職員
エンリコ・プッチ
声 - 速水奨 / 中田譲治 / 関智一、半場友恵（幼少期）
G.D.st刑務所の教誨師であり、本作における一連の事件の黒幕。ジョースター家の宿敵・DIOの親友であり、彼の遺した世界を幸福に導くとされる理論「天国へ行く方法」の実現と、世代を超えて彼に敵対するジョースターの血統者の抹殺を目論む。
『オールスターバトル』以降の北米版では、単に"Father Pucchi"（プッチ神父）と表記されているほか、スタンド名も全て改名されている。
ホワイトスネイク / C-MOON / メイド・イン・ヘブン
声 - 桐本琢也 / 増谷康紀 / 関智一
プッチのスタンド。ホワイトスネイクの遠隔操作性と記憶干渉によって、プッチは姿を隠している。

ヴィヴァーノ・ウエストウッド
声 - なし / 土師孝也 / 間宮康弘
G.D.st刑務所の特別懲罰隔離房棟看守。28歳。ホワイトスネイクが特別懲罰隔離房棟に収容された徐倫を始末するべく送り込んだ、4人のスタンド使いの1人。囚人たちに対して激しい差別意識を持つ。
グッチョのサバイバーの影響で同僚のソニー・リキールに瀕死の重傷を負わせ、「ファイト・クラブ」と称して牢屋から囚人たちを解き放つ。徐倫にも襲い掛かり、反撃されるも、秘かにスタンドDISCを与えられており、スタンド使い同士の戦いとなる。持ち前の格闘能力とスタンドによる背後からの攻撃で彼女を追い詰めるが、自らのスタンドの特性を逆に利用され敗れる。徐倫を苦しめたが、成長もさせた。敗北後はDIOの骨の力で解放した囚人共々植物に変えられてしまい、表向きも行方不明として処理された。
プラネット・ウェイブス
【破壊力 - A / スピード - B / 射程距離 - A / 持続力 - A / 精密動作性 - E / 成長性 - E】
地球に落下する隕石を自分自身に引き寄せるスタンド。スタンド像は筋肉が剥き出しになった人間のような姿をしている。
隕石は本体に当たる直前で燃え尽きるため、本体はダメージを受けない。威力は隕石のサイズ次第。離れると巨石がそのまま標的にぶつかり、近づくと隕石は燃えて小さくなるが最大3000度の高熱を伴う。本体と隕石のライン上の相手をはさみ撃ちにする戦法が有効で、特に手を上に向けた寝技が効果的。
雑誌連載時は「アース・ウィンド・アンド・ファイヤー」と呼称されていたが、単行本・文庫版では修正、統一された。修正前の名前は、Part4に同名のスタンドが登場する。
ミューミュー
声 - なし / 渡辺明乃 / 甲斐田裕子
G.D.st刑務所の主任看守。25歳、女性。本名は「ミュッチャー・ミューラー」。ウェーブのかかった金髪と白い肌が特徴。普段は囚人のふりをしてまぎれている。ホワイトスネイクからの依頼で、スタンド使いの脱獄の防止役となる。
徐倫たちと脱獄を巡る攻防を繰り広げ、徐倫とエンポリオを追い込む。だが、ストーン・フリーの糸の平面に、顔を0と1の二進法で画像記録され、記憶消去が通じず撃破された。徐倫たちに捕まり、能力を脱獄に利用される。
ジェイル・ハウス・ロック（JAIL HOUSE LOCK）
【破壊力 - なし / スピード - C / 射程距離 - 刑務所内の壁 / 持続力 - A / 精密動作性 - なし / 成長性 - なし】
脳が露出したような頭部が特徴の人型スタンド。壁や鉄格子に潜行し、脱獄を試みようとそれに触れた者を3つの事柄しか記憶できなくさせる。同時に4つ以上の人や物を見た場合、4個目を認識すると1個目を忘れる。4人以上の兵で襲わせたり、4発以上の弾丸を打ち込むことで必勝法としている。
スタンド使いが何人もいる刑務所で誰も脱獄できないのは、このスタンドがあるため。エンポリオ曰く刑務所の「真の看守」。
最初に姿を見せて、敵にスタンド攻撃をかける必要がある。攻撃を受けた側は本体を探ろうにも、「複数の特徴を言葉で覚える」ような方法での追跡は困難を極める。
なお、単行本11（通算74）巻掲載のスタンドデータには「破壊力 - なし」と記載されているが、像で打撃攻撃自体はできる。
ロッコバロッコ
声 - かぬか光明
G.D.st刑務所の刑務所長。ワニのぬいぐるみ「シャーロットちゃん」を手にはめており、腹話術を使う。

### DIOの息子たち
DIOの3人の遺児で、Part5の主人公・ジョルノ・ジョバァーナとは異母兄弟の関係にあたる。3人とも、DIOが復活に用いたジョナサン・ジョースターの血を受け継いでいるため、ジョースター家の血統者に共通する「星形の痣」を持つ。
ジョルノが自分を助けたギャングの男のおかげで人を信じることを学び、善い方向へ成長していったのとは対照的に、彼らはその成長過程において肉親を含む他者から良い影響を受けることが無かったため、総じて歪んだ性格の持ち主となっている。
彼ら3人は「3」の偶然＝引力の下に病院に搬送される形で集まり、プッチと出会い、プッチを護る最後の刺客として徐倫たちの前に立ちはだかる。
ウンガロ
声 - 山崎たくみ
母親はDIOの食料となり死亡。将来に絶望して麻薬中毒者となっていたが、オーバードースによって病院に搬送されてきたところにDIOの魂と一体化したプッチと出会い、スタンド能力に目覚めた。
人々に希望を与える絵画やコミックなどのキャラクターを嫌悪しており、自らの能力で世界中のキャラクターを実体化させパニックを引き起こすことで、希望の無い社会に変えようとする。脱獄したアナスイとウェザーも巻き込まれた物語の筋書きに則る形で危機に陥ったが、ウェザーが実体化したゴッホの肖像画に描かせた「全てのキャラクターを元の世界に戻す新たなファンタジー・ヒーロー」を実体化させたことで、自滅。自分の能力が封じられたことを悟り、再び世界に希望を失って廃人同然と化した。
ボヘミアン・ラプソディー（自由人の狂想曲）
【破壊力 - なし / スピード - なし / 射程距離 - ∞ / 持続力 - A / 精密動作性 - なし / 成長性 - なし】
絵画やコミックの中のあらゆるキャラクターを実在化させ、そのキャラクターに心惹かれた者の魂を、物語の世界へ引きずり込むスタンド。実体化したキャラクターは、実体化した1体を除いてこの世の全ての媒体から姿を消す。
物語の世界に引きずり込まれた人間は精神体と肉体が分離する。肉体は精神体が分離したことに気づかずそのまま動く。スタンドは精神体依存のため、肉体は無防備になる。精神体は物語の登場人物の役に当てはめられて、役通りに死亡する。効果範囲は世界中に及ぶ。アナスイがピノキオを殺したため、スタンド攻略後もピノキオは戻らず世界から消えた。
リキエル
声 - なし / 近藤隆 / 古川慎
母親はウンガロ同様DIOの食料とされて死んだ。生きる目的を失って暴走族に入り、さらに左の瞼が勝手に閉じてしまうパニック障害を患っている。高速道路を逆走し事故を起こして病院に搬送されてきたところにDIOの魂と一体化したプッチと出会い、スタンド能力に目覚めた。
それをきっかけに「精神の成長」という信念を持って徐倫たちの前に立ちはだかり、自らの身体を犠牲にしてまで戦い続けたが徐倫の猛攻の前に敗北。最後はウェザー・リポートの正体について語った後、エルメェスの拳を喰らって再起不能となる。
スカイ・ハイ
【破壊力 - なし / スピード - なし / 射程距離 - 肉眼で届く範囲 / 持続力 - C / 精密動作性 - なし / 成長性 - なし】
リキエルの手首に出現する、両生類のような姿の小さなスタンド。視認が不可能なほどのスピードで飛行し、生物の体温を奪って活動する未確認生命体「ロッズ（THE RODS / 竿）」を操ることができる。
生物であるロッズがスカイ・ハイに従う理由について、単行本13（通算76）巻掲載のスタンドデータでは「詳しいことは不明だが、きっとお互いの心が通じるせいであろう」との解説がある。
ロッズを操って、肉体の特定の部位から体温を奪うことが可能。それによって様々な失調を起こさせる。例えば脳幹の体温を奪えば、相手を即死させることも可能。攻撃する部位の判別はその温度によって行っているため、攻撃対象の身体が燃えるなどして全身の体温が高まった場合、ロッズは攻撃の方向を見失ってしまう。
ドナテロ・ヴェルサス
声 - 宮下栄治 / 同左 / 星野貴紀
母親はジョルノ同様健在であったが、遊び人だった上に再婚するとドナテロを完全に放置した。13歳の時に両親への反発から数日間のつもりで家出をしたが、その際に有名野球選手のスパイクシューズ窃盗の冤罪により少年更生施設に送られたことを皮切りに、中途半端に目覚めたスタンド能力による不幸が頻発し、身も心もボロボロのまま社会から隠れるようなヘトヘトの人生を歩んでいた。強盗に失敗して脚を撃たれてビルから飛び降り、病院に搬送されてきたところにDIOの魂と一体化したプッチと出会い、スタンド能力を制御できるようになる。
指図してくるプッチを次第に疎ましく思うようになり、プッチを出し抜き「天国に行く方法」を自分のものにして、幸福を得ようとした。徐倫との戦いを優位に進めるも、能力を逆利用され、劣勢となる。追い詰められたことでウェザーの記憶を戻してヘビー・ウェザーで場を混沌化させ、単独行動に出る。エンポリオから承太郎の記憶DISCを奪おうとするも、徐倫に敗北し捕虜となる。最期はプッチに類似していた身体的特徴とアンダー・ワールドの能力を利用され、身代わりに仕立て上げられてアナスイに殺される。
アンダー・ワールド
【破壊力 - なし / スピード - C / 射程距離 - フロリダ州オーランド付近 / 持続力 - C / 精密動作性 - なし / 成長性 - なし】
地面が記録している「飛行機が墜落する」「道路を人や車が通行する」といった過去の出来事を、地面から掘り起こして再現できるスタンド。スタンド像は人型で、自意識を持つ。
再現できる時間はヴェルサスが覚えており、ファイルのように自由に引っ張り出せる。この性質を利用して、飛行機墜落事故の再現などタイムリミットゼロで嵌め殺すのが基本戦術。出来事は時間通りに再演され、何があっても覆ることはない。
過去の出来事以外でも、埋まっているものを探し当てて掘り起こすことに応用できる。

### その他の登場人物
空条 承太郎（くうじょう じょうたろう）
声 - なし / 小野大輔 / 同左
Part3『スターダストクルセイダース』の主人公。徐倫の父。圧倒的なパワーとスピード、精密動作性に加え、最大5秒間時を止める能力を持つスタンド「スタープラチナ」を操る。年齢は40歳前後。
徐倫が陰謀により囚役させられたことを知り、助けるべくG.D.st刑務所の面会室に入り徐倫を脱獄させようとするが、徐倫を庇った隙を突かれてプッチにスタンドと記憶のDISCを奪われ仮死状態となる。
まずスタンドDISCを戻して肉体は蘇生するが、記憶が無いため生きる意思も無く衰弱が続く。記憶DISCを戻して復活を果たし、ケープ・カナベラルに徐倫を救いプッチを倒すべく駆け付ける。

サヴェジ・ガーデン
SPW財団が承太郎のスタンドDISCの受取人として派遣した伝書鳩。コードネームであり、徐倫にも鳩であることは伝えられていなかった。ウェザー・リポートが降らせたヤドクガエルの雨をすり抜けて中庭に辿り着き、承太郎のスタンドDISCを持ち帰る。海外版では”savage guardian”（サヴェジ・ガーディアン）と改名されている。
DIO（ディオ）
声 - なし / 子安武人 / 同左
Part1、Part3でジョースター家の宿敵として登場した吸血鬼。Part3で承太郎に倒された。
プッチの回想シーンで登場し、プッチに自分の骨を渡して「天国へ行く方法」を話す。

緑色の赤ちゃん
声 - 大谷育江
正式名称不明。DIOの骨（右足）が特別懲罰隔離房棟の38人の囚人を植物化し、その魂を吸収したことで生まれた謎の存在。植物の性質を備える、人型の生物。長いまつ毛が特徴で、ジョースター家およびDIOと共通の「星形の痣」を持つ。
自らに近付く徐倫とアナスイに攻撃を仕掛けるが、徐倫の「星形の痣」に興味を示したのか能力を解除して懐く。アナスイは危険視し、殺そうとしたが、徐倫は賛同しかねており、そこにプッチの襲撃を受けて奪い取られる。
プッチの「14の言葉」ともう1つのDIOの骨に呼応してプッチと融合する。その名残が、プッチのまつ毛やC-MOONの外観などに見られる。
グリーン・グリーン・グラス・オブ・ホーム（「謎」）
【破壊力 - ？ / スピード - ？ / 射程距離 - ？ / 持続力 - ？ / 精密動作性 - ？ / 成長性 - ？】
生物・無生物を問わず、本体に近付くもののサイズを本体との距離に比例して自動的に縮小させるスタンド。これは落下して接近した場合でも同じであり、いつまで経っても着地できなくなってしまう。
剣山状の頭髪から、一対のジェットエンジンのようなものが生えた、レンズ状の目が2対ある仮面のような顔のスタンド像を持つ。スタンド像自体も能力の影響を受けるため、本体に近付くほど小さくなり、離れるほど大きくなる。スタンドが直に触れば縮小の速度は一気に速まり、風船がしぼんでいくかのように急激に小さくなってしまう（手を離せば、通常の効果と同様元に戻る）。
この性質上、どれほど相手が本体に近付いても決して触れることはできないが、本体から能動的に近付いた場合はその限りでは無い。ただし、この場合でも本体によって動かされたものには「離れれば大きくなる」という効果が適用されるため、本体が意図する・しないに問わず遠く放られた物体は元のサイズより大きくなる。この効果を学習した赤ん坊は、周囲の石を放り投げることで岩に変化させて攻撃を行った。
能力の発想は「無限のパラドックス」からであり、スタンドのデザインは民族的なものを意識している。
ロメオ・ジッソ
声 - 梶原岳人
金持ちの息子で、徐倫のボーイフレンド。物語冒頭で徐倫とドライブしていた際に轢き逃げを犯し、弁護士と結託して保身のために徐倫を陥れる。彼女を陥れたことを後悔していた。
物語終盤で徐倫と再会した際は、命乞いをした後、逃走用の金とヘリコプターの鍵を渡し、警察に「メキシコへ行った」と偽りの通報を入れて徐倫たちの逃亡を手助けした。徐倫は彼を見直したと述べる一方、「念のために」とエルメェスの能力で「舌を裂き」、口封じを兼ねた報復をする。
弁護士
声 - 高橋英則
逮捕された徐倫についた弁護士。母親からの差し入れとして、ペンダント（空条夫妻の写真と「スタンドの矢の欠片」が入っており、SPW財団と連携のとれる発信機を内蔵している）を届けた際に、徐倫をジョジョと呼んだが「あたしをジョジョって呼ぶな」と否定される。
実は金で動く悪徳弁護士。無実の徐倫に罪を全て認める司法取引を持ちかけるが、要点を説明せず騙した結果、徐倫は「まだ息のある怪我人を改めて殺して逃げた」として、殺人罪と死体遺棄罪で収監懲役15年が確定した。裏ではロメオと、さらにはジョンガリ・Aと結託していた。
スタンド能力に目覚めた徐倫から、糸の力と空気乾燥を利用して運転中に首に糸を巻き付けられ、交通事故を起こして重傷を負う。
女囚パーマ
声 - 日野佑美
恰幅のよい黒人女囚。名前はテレビアニメ版でのクレジットより。
食堂の配膳係としても働いている。随所で登場し、刑務所の不条理な点を「七不思議」と称して解説する。自身は不条理に適応してうまく立ち回っている。
ペルラ・プッチ
声 - Lynn
プッチの妹で、物語開始時点で故人。20年前、友人たちと立ち寄ったカフェで自分のバッグが置き引きにあった際、アルバイトをしていたウェス・ブルーマリンに取り戻してもらったことがきっかけで交際を始める。2人は真剣に愛し合っていたが、妹の様子がおかしいことを心配した兄プッチは恋人の存在を両親には秘密にしてもらおうとする。
相手の男がよりによって自分の弟であったことを知ったプッチは、何でも屋の男に2人を別れさせるように依頼したが、最悪の結果を招く。ウェザーが死んだと思い込み、崖から身を投げてしまう。最後までウェザーが自分の実の兄であると知ることはなかった。
彼女の死がプッチ兄弟のその後の人生、そして殺人すら辞さない2人の対立を決定付けてしまう。
何でも屋
声 - 関口雄吾
プッチの町の私立探偵。思想が極端で、黒人差別を理念として信じている。KKKの仲間が多数いる。
エンリコ・プッチに「ペルラとウェスを別れさせる」という依頼を受けるが、ウェザーを調査する過程で、ウェザーの母が黒人と結婚していた＝ウェザーは黒人と誤解し、行動に出る。ウェザーの母を焼き殺しウェザーに暴行を加えて木に吊るし上げる。ウェザーを殺したと思っていたが、彼は生きており、拳銃を向けるもヘビー・ウェザーの能力に晒されて己を誤射する。
テレビアニメ版では「私立探偵」とクレジット。
徐倫の母（承太郎の妻）
声 - 生天目仁美
アメリカ人女性で、本名は劇中では明らかにされていない。承太郎と結婚し徐倫を授かるが、Part6開始以前に離婚している。
徐倫との親子仲は良好だったようである。徐倫を「ジョジョ」というあだ名で呼んでおり、徐倫もこれを気に入っている。
アイリン
声 - 沢城みゆき / 同左 / ファイルーズあい
エンポリオが、世界が一巡した後のパラレルワールドで出会った女性。徐倫によく似ており、左肩に星のアザがある。
アナスイによく似た男性・アナキスと恋人同士。アイリンの父親に結婚の許しを得るために旅をしていた。

## 関連用語
フロリダ州立グリーン・ドルフィン・ストリート重警備刑務所
警備レベル4の刑務所。敷地面積120平方キロメートル。男子囚708名、女子囚523名（18歳以下の未成年452名）を収容している。「水族館」の異名でも呼ばれる。
男女の監房は区分けされているが、礼拝堂など特定のエリアには通行が許可されている。屋外には農場、運動場などが存在する。淡水と海水が混じり合う湿地帯に位置し、ワニも生息している。
表向きは、アメリカの精神である「自由と平等」を尊重し、懲罰よりも厚生を重視するとしている。だが裏では裏金や闇物資が出回っており、看守による私罰も存在するが見過ごされている。刑務所内での不条理な事柄は「七不思議」などと呼ばれる。20年間脱獄を許していなかったが、2012年になり空条徐倫ら数名が脱獄した。
DISC（ディスク）
スタンド「ホワイトスネイク」の能力により生み出された物体。CDのようなディスクで、人間（生物）の頭部から取出し・挿入することができる。1人のスタンド使いからは、「スタンドDISC」と「記憶DISC」の2枚が取り出され、それを他の人間に挿入するとその記憶やスタンド能力を与えることができる。非スタンド使いの場合は記憶DISC1枚のみ。2枚のディスクを両方とも抜かれると、その人物は死んでしまう。
スタンドDISCを抜かれるとスタンドを使えなくなり、与えられるとそのスタンドを使えるようになる。心の力であるスタンドのDISCは、適性がないと弾き出されてしまうため、無制限には使えない。
記憶DISCを抜かれると、記憶を失う（体外に摘出されているため、思い出すことは絶対に無い）。「スタンドDISCは戻したが記憶DISCが無い」という場合は、肉体のとりあえずの生存は可能であるが、生きる意思が失われているため衰弱を始め、やがて死に至ってしまう。
柔らかく弾力性があり、物理的な手段で破壊することはできない。体内にDISCを入れたまま死ぬと、DISCも一緒に消滅する。DISCを挿入された者は、頭部に衝撃を受けるとDISCが飛び出してくることがある。他にも、プッチは自分の視力のみを小型DISCとして取り出すなど、さまざまな応用を見せている。
DIOの骨
ジョースター家の宿敵、DIOの骨。エジプトで回収した遺骨（右足部）と、DIOが生前に頭部から取り出した骨の2つが存在する。後述の「天国へ行く方法」を実現する上で、DIO亡き状態でのザ・ワールドの代用という役割を果たす。
プッチは前者をスポーツ・マックスにスタンド能力で甦らせるよう命じたが、制御できず勝手に動き回り、行方不明となってしまう。その後骨に戻り、懲罰房にいた小男の囚人に拾われたようだが、接触した人間を植物に変える能力を発現し、接触感染を広げて囚人たちを植物へと変質させていった。さらに植物同士が根で連結し、「36人以上の罪人の魂」を吸収して、果実を実らせるように緑色の赤ん坊へと姿を変える。
後者はプッチの右手の中に埋め込まれており、彼が緑色の赤ん坊と合体する際に使用した。
天国へ行く方法
DIOが研究し、発見した「全人類に幸福をもたらす」とされる理論。それについて記されたメモはDIOの死後、承太郎によって焼き捨てられたが、承太郎の記憶DISCからその内容を参照したプッチによって実行されることとなる。
「ザ・ワールド」「信頼できる友」「極罪を犯した36人以上の魂」「14の言葉」「ザ・ワールドを捨てる勇気」「最も重力が弱い場所」が揃うことで実現するという。「新月を待て」という指定こそあるが「時間」は必要なものとしては挙げられておらず、「新月時の重力」こそが条件である。そのため、最終的には新月を待たずして条件を満たしたプッチが「天国へ行く方法」を実現させた。
ケープ・カナベラル、ケネディ宇宙センター
「天国へ行く方法」を実行するためにプッチが利用した場所。重力が弱いため、ロケット打ち上げに適した土地。最終決戦の舞台となった。
プッチのスタンドによって重力や時間に異常が生じ、軍が出動する事態となるも、近代兵器が全く通用せず壊滅してしまう。
天国
DIOが目指した至上命題。DIOは「無敵の肉体や大金を持つことや、人の頂点に立つことでは、本当の幸福は得られない」「真の幸福を見た者こそが真の勝利者である」とし、その上で幸福を追い求めていた。概念を表現した隠語であり、序盤から言及されながらも、具体像は終盤まで伏せられている。
プッチ（もしくはDIO）が述べるところの「幸福とは覚悟である」という理念に基づいている。その内容は、スタンド能力により時を極限まで加速させることで宇宙を「一巡」させ、全ての生物に全ての未来を経験させることで、これからの自分の人生や人類の歴史で起こることを覚悟させる、というものである。すなわち、全ての生物が自らの辿る運命を自覚し、受け入れ、正しい未来の礎に殉ずることで築かれる新しい世界が、プッチの思想であった。
「魂に一巡分の記憶を引き継がせる」という理屈であるため、死者は「天国」には入れない。ゆえに、あらかじめ徐倫たちを殺すことで「ジョースターの因縁」を新しい世界に持ち越させないように謀っていた。「天国」には、死んだ承太郎や徐倫の枠に別の人物が納まっている。
2012年3月21日に時の加速を始め、一巡させて円環を閉じれば完成する。だがエンポリオを殺すために2011年11月の時点で加速を止めてプッチが死んだので、一巡していない上に時の加速も始まらないことになり「天国」は瓦解。新たな世界は、以前の世界とは似て異なるパラレルワールドとして存続していくことになった。また最後の戦いで抹殺して世界から居なくなったはずの徐倫たちも、このパラレルワールドに微妙に異なるほぼ同一の存在として生まれていた。

## 書誌情報
- 『ジョジョの奇妙な冒険 Part6 ストーンオーシャン』、ジャンプ・コミックス、2000年 - 2003年、全17巻
- 『ジョジョの奇妙な冒険』40 - 50「Part6 ストーンオーシャン」、集英社文庫、2008年 - 2009年、全11巻
- 『ジョジョの奇妙な冒険 ストーンオーシャン』、集英社ジャンプリミックス、2009年、全10巻

## テレビアニメ
『ジョジョの奇妙な冒険 ストーンオーシャン』のタイトルで、2021年12月にNetflixにて先行配信されたのち、2022年1月より2023年4月までTOKYO MXほかにて放送された。

## スピンオフ
徐倫、GUCCIで飛ぶ
『SPUR』2013年2月号別冊付録掲載の短編漫画。徐倫が東京に向かうべく空港を訪れ、奇妙な事件に巻き込まれる。徐倫の年齢が17歳になっているなど、本編とは設定が異なる。
フジコの奇妙な処世術 -ホワイトスネイクの誤算-
作・藍本松
『ウルトラジャンプ』2022年1月号掲載の短編漫画。徐倫たちが刑務所内で春画を売る女囚・藤山富士子と出会う。